# Grasulfo
Grasulfo (IX secolo – X secolo) fu vescovo di Firenze nel X secolo.

## Biografia
Documentato attorno all'anno 900, intervenne nella lotta per il titolo di imperatore del Sacro Romano Impero, prima sostenendo Lamberto II di Spoleto (esiste un documento di questo sostegno datato Ravenna, 21 maggio 898), ricevendone in cambio la donazione alla chiesa fiorentina di terreni e oliveti nei dintorni della città, e poi Ludovico IV il Fanciullo, arrivando ad accompagnarlo nel suo viaggio a Roma per l'incoronazione papale.
Durante il suo episcopato avvenne in città la terribile invasione degli Ungari (925).